# Montana (sitio arqueológico)
Montana es un yacimiento arqueológico mesoamericano enclavado en la región maya de la costa del Pacífico guatemalteco. Se encuentra en el departamento de Escuintla, cerca de Balberta, y es uno de los sitios arqueológicos de mayor tamaño de la región.

## Historia
Alrededor del año 400 d. C., durante el periodo denominado clásico temprano, Montana reemplazó a Balberta como capital regional. Ciertas investigaciones arqueológicas tienden a demostrar que Montana fue fundada como una colonia, o como una ciudad dependiente de Teotihuacán que florecía en la época en el Valle de México, a fin de establecer un emplazamiento que suministrara bienes comerciales como cacao, algodón y caucho desde este punto enclavado, muy cerca de la ciudad de Kaminaljuyú, en la ruta de intercambio maya que conectaba los altos de Guatemala con las tierras bajas de los mayas a través de la Sierra Madre de Chiapas.
El establecimiento de la "colonia" de Teotihuacán en Montana resultó en el colapso de Balberta que había crecido y florecido al amparo del comercio que vino a desempeñar Montana, que a su vez cobró auge alrededor del año 600 d. C., dominando a partir de entonces la región a lo largo de ca. 200 años. Esto coincide con el periodo en que Teotihuacán mantuvo una relación con la ciudad de Kaminaljuyú. La producción de copias de artefactos teotihuacanos en Montana concluyó al término del clásico temprano coincidiendo con evntos destructivos en Teotihuacán y la declinación de la ciudad de Montana como "colonia".
Después de eso, ya en el clásico tardío, Montana se fragmentó en ciudades más pequeñas y fue a su vez reeplazada como capital regional por Cotzumalhuapa hacia el año 800 d. C.
Las ruinas de la ciudad fueron encontradas por el arqueólogo Frederick J. Bove en 1982 durante su desempeño en el Proyecto Costa Sur que tuvo como objetivo el reconocimiento de esta región maya. Cuando se dieron los descubrimientos el sitio en su totalidad estaba cubierto de selva tropical y aunque fueron cavados algunos pozos de prueba, la investigación del lugar no se formalizó sino hasta 1991.

## El sitio
El sitio arqueológico de Montana, en su parte nuclear, cubre un área aproximada de 1 km². El área urbana extendida cubre por lo menos 10 km² y contiene un alta densidad de estructuras. El núcleo del yacimiento tenía un complejo sistema de drenaje pluvial que canalizaba las aguas por medio de tubería. Cada sección de tal tubería era de aproximadamente 1 m de longitud por 20 cm de diámetro.
Hay una plataforma central de 7 m de altura y de ca. de 200 x 220 m. En la parte superior de la plataforma se encuentra una pirámide que mide 18 m de altura y que contiene una escalera en el lado oeste de la misma. Hay una plaza en la porción norte del yacimiento que tiene varias plataformas y pirámides.
Otra plataforma denominada Los Chatos que mide 200 x 330 m ocupa la porción sur del núcleo del sitio. Las excavaciones practicadas han permitido ver 25 capas sobrepuestas para conformar la plataforma. En este sitio fue descubierto el único incensiario de estilo teotihuacano completo que ha sido recuperado en toda esta región maya de la costa del Océano Pacífico de Guatemala y que ha sido datado de  los años 350-400 d. C. Está incrustado con cuatro collares de jade. Otros artefactos recuperados de Montana incluyen vasijas de cerámica también de estilo teotihuacano.

## Sitios periféricos
Montana tuvo una serie de lugares periféricos y aledaños que formaron parte de la ciudad, tales como los llamados La Fronda, Las Hortencias, Loma Linda, Manantial, Paraíso y Las Victorias y que hoy están siendo objeto de investigación arqueológica.

## Manantial
Manantial es un sitio arqueológico que se encuentra a un km al norte del núcleo de la ciudad de Montana que pudo haber sido un suburbio de esta última. El área entre los dos yacimientos contiene cerca de 200 montículos que incluyen grupos de residencias y plataformas importantes de hasta 100 m de ancho.